# Voskovka příjemná
Voskovka příjemná (Porpolomopsis calyptriformis), jinak také šťavnatka příjemná, je velmi vzácný druh houby z čeledi šťavnatkovité (Hygrophoraceae). V Červeném seznamu hub České republiky je druh uveden jako kriticky ohrožený.

## Znaky
Pastelově růžový (někdy i s fialovým nádechem) klobouk dorůstá do šířky 2,5–6 cm. Tvarově nejdřív kuželovitý, u vyvinutých plodnic se postupně klobouk trhá a jednotlivé části se stáčí nahoru. Pokožka hladká a hebká, za vlhka oslizlá.
Na klobouku řídce uspořádané lupeny růžové, postupně stejně jako klobouk blednou. Výtrusný prach je bíly.
Třeň válcovitý, hladký, suchý, bílý, místy s mírně růžovým nádechem.
Dužnina je růžová, nemá žádnou vůni ani chuť.
Druh má i svou bílou formu – Porpolomopsis calyptriformis f. nivea

## Užití
Nejedlá houba.

## Ekologie
Od září do listopadu můžeme tuto voskovku najít na kyselých, nehnojených, pravidelně kosených lukách, trávnících a pastvinách, najdeme ji také na hřbitovech. Výskyt je typický spíše pro výše položené oblasti. 

## Rozšíření
Druh byl popsán v oblastech Evropy, západu Severní Ameriky, Chile, Brazílie, Austrálie, Nového Zélandu a Japonska. V České republice byl výskyt této houby zaznamenán v oblastech její východní hranice – v Moravskoslezských Beskydech, Javorníkách a Bílých Karpatech.

## Galerie

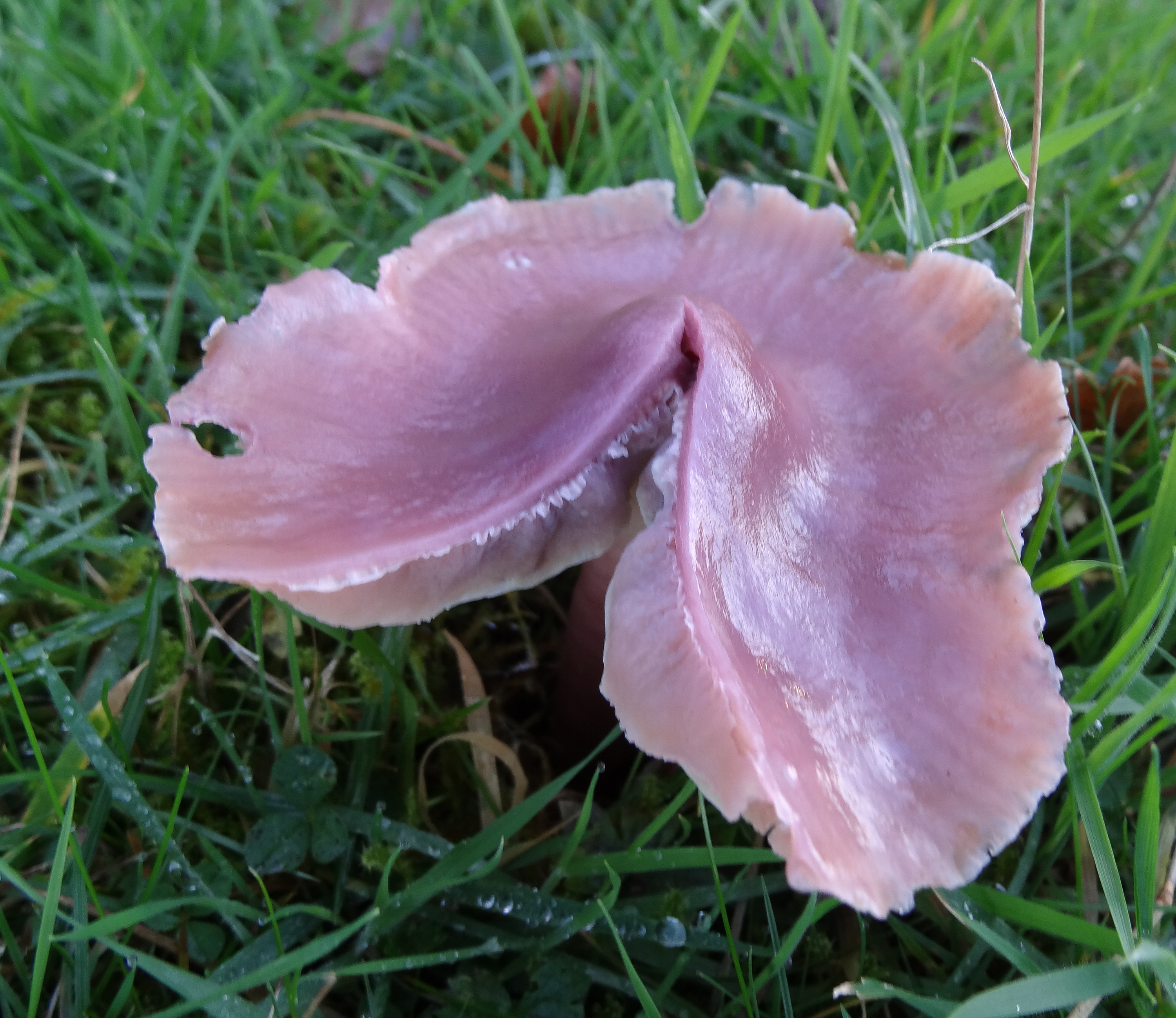
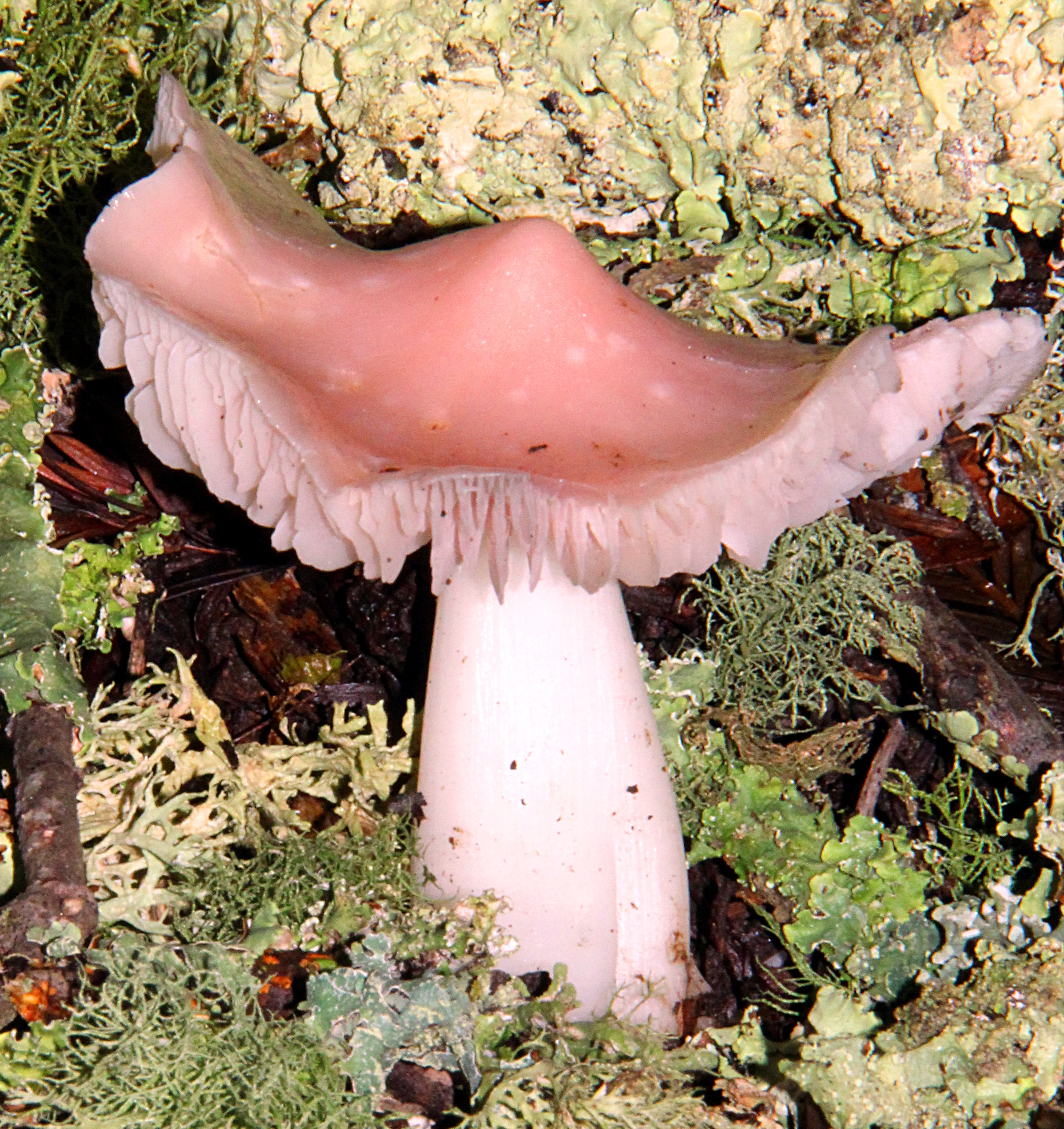
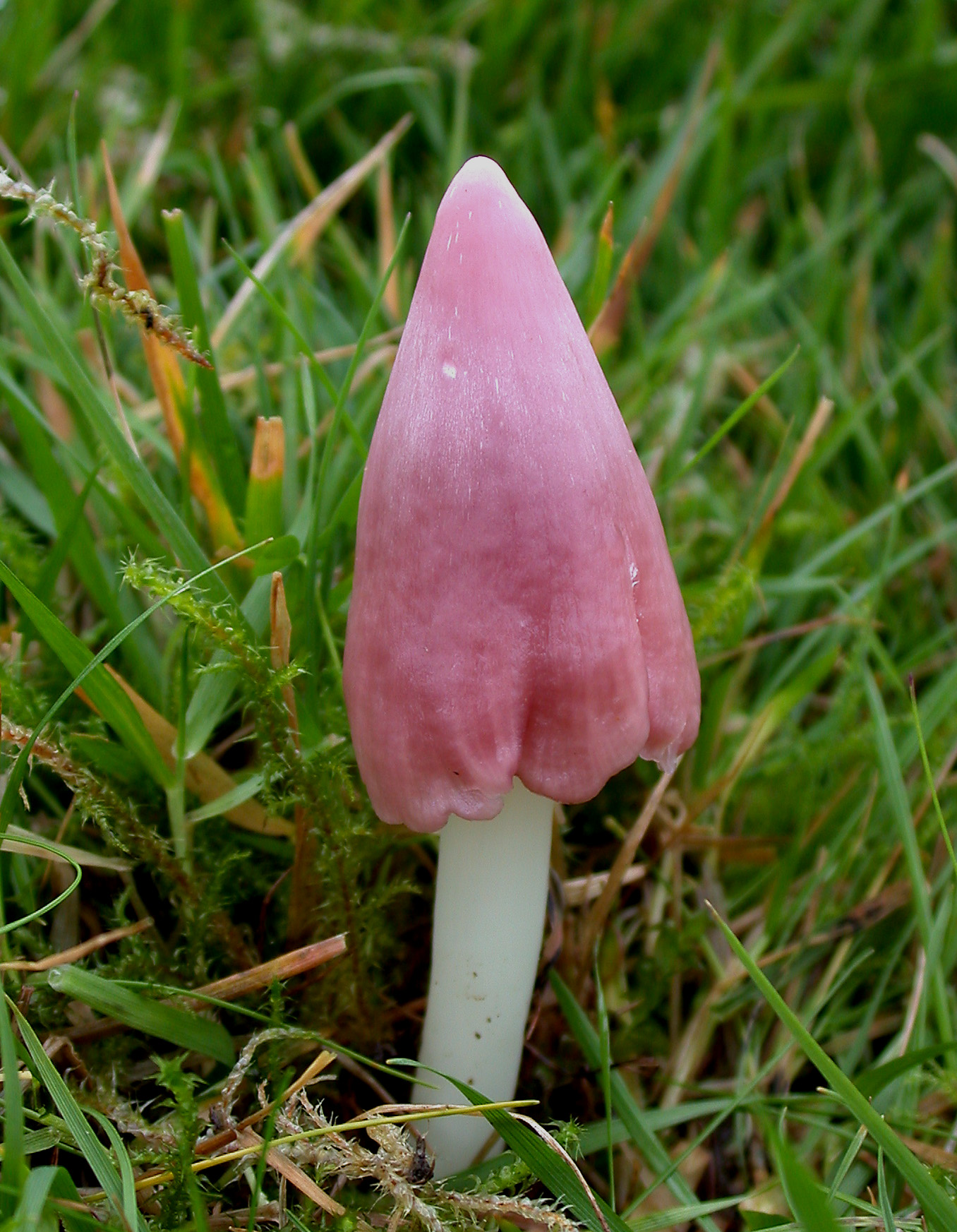
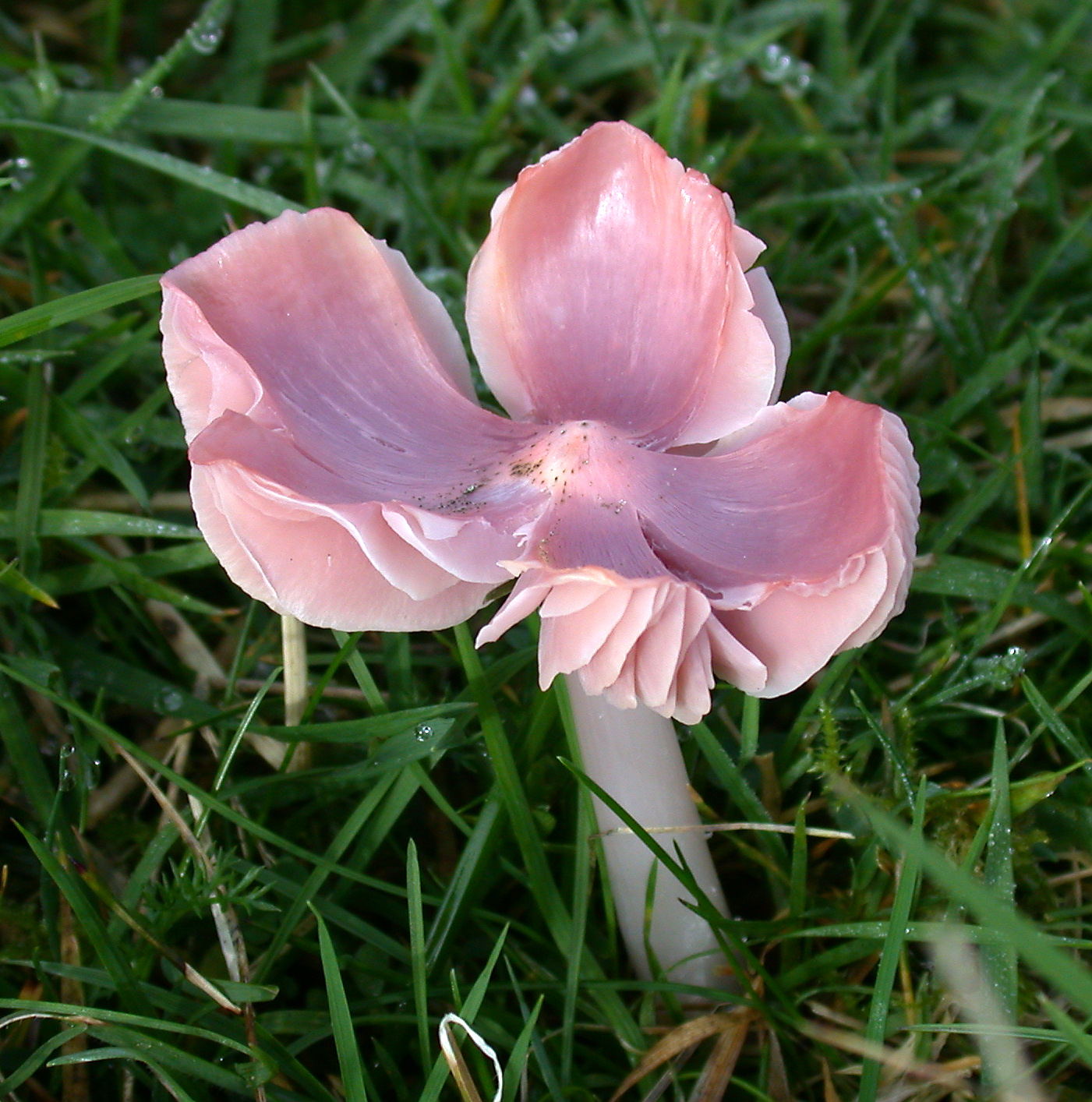

## Možnost záměny
- Voskovka panenská (Cuphophyllus virgineus) – (v případě starých, vyblednutých plodnic), liší se širším, bělostným kloboukem[2]